# Radikal 140
Radikal 140 mit der Bedeutung „Gras“ ist eines von 29 der 214 traditionellen Radikale der chinesischen Schrift, die mit sechs Strichen geschrieben werden.
Mit 374 Zeichenverbindungen in Mathews’ Chinese-English Dictionary gibt es sehr viele Schriftzeichen, die unter diesem Radikal im Lexikon zu finden sind. Im Kangxi-Wörterbuch ist es mit 1902 Zeichenverbindungen das Radikal mit den meisten Kombinationen, das sind von 40.000 Schriftzeichen immerhin 4,73 Prozent.
Das Radikal „Gras“ nimmt nur in der Langzeichen-Liste traditioneller Radikale, die aus 214 Radikalen besteht, die 140. Position ein. In modernen Kurzzeichen-Wörterbüchern kann es sich an ganz anderer Stelle finden. Im Neuen chinesisch-deutschen Wörterbuch aus der Volksrepublik China steht es zum Beispiel an 50. Stelle.

## Etymologie
Zwei Sprösslinge (Radikal 45 屮) nebeneinander vermitteln den Eindruck von Gras. Die zwei Kreuze finden sich, getrennt (mit 4 Strichen 十十) oder zusammen (mit 3 Strichen 艹) geschrieben, in vielen Schriftzeichen, die mit Vegetation zu tun haben. Heute wird der Graskopf mit drei Strichen geschrieben; früher waren es beim so genannten 草部 (cǎobù = Gras-Radikal) 艸 sechs Striche. Das 草部 ist in den meisten Wörterbüchern zugunsten des 草頭 (cǎotóu = Graskopf) 艹 abgeschafft.

Kleine Siegelschrift

## Verwendung
Der Radikal ist ein sehr starker Sinnträger für die Botanik: 茅 (= eine Grasart), 荒 (= Missernte) oder 芳 (= duftend).
Die Schreibvariante 艹 steht immer oben.

## Beispiele
| Zeichen | Pīnyīn | Übersetzung  |
| ------- | ------ | ------------ |
| 花      | huā    | Blume, Blüte |
| 苗      | miáo   | Sprössling   |
| 草      | cǎo    | Gras         |
| 茅      | máo    | Schilfgras   |

## Schriftzeichenverbindungen, die vom Radikal 140 regiert werden
| Striche | Zeichen |
| ------- | --- |
| +0      | 艸 艹 |
| +01     | 艺 |
| +02     | 艻艼艽艾艿芀芁节 |
| +03     | 芃芄芅芆芇芈芉芊芋芌芍芎芏芐芑芒芓芔芕芖芗芝 |
| +04     | 芘芙芚芛芜芞芟芠芡芢芣芤芥芦芧芨芩芪芫芬芭芮芯芰花芲芳芴芵芶芷芸芹芺芻芼芾苀苁苂苃苄苅苆苇苈苉苊苋苌苍苎苏 |
| +05     | 芽芿苐苑苒苓苔苕苖苗苘苙苚苛苜苝苞苟苠苡苢苣苤若苦苧苨苩苪苫苬苭苮苯苰英苲苳苴苵苶苷苸苹苺苻苼苽苾苿茀茁茂范茄茅茆茇茈茉茊茋茌茍茎茏茐茑茓茔茕                                                                         |
| +06     | 茒茖茗茘茙茚茛茜茞茟茠茡茢茤茥茦茧茨茩茪茫茬茭茮茯茰茱茲茳茴茵茶茷茸茹茺茻茼茽茾茿荀荁荂荃荄荅荆荇荈草荊荋荌荍荎荏荐荑荒荓荔荕荖荗荘荙荚荛荜荝荞荟荠荡荢荣荤荥荦荧荨荩荪荬荭荮药                                       |
| +07     | 茝茣荫荰荱荲荳荴荵荶荷荸荹荺荻荼荽荾荿莀莁莂莃莄莅莆莇莈莉莊莋莌莍莎莏莐莑莒莓莔莕莖莗莘莙莚莛莜莝莞莟莠莡莢莣莤莥莦莧莨莩莪莫莬莭莮莯莰莱莲莳莴莵莶获莸莹莺莼莽華                                                     |
| +08     | 莻莾莿菀菁菂菃菄菅菆菇菈菉菊菋菌菍菎菏菐菑菒菓菔菕菖菗菘菙菚菛菜菝菞菟菠菡菢菣菤菥菦菧菨菩菪菬菭菮菰菱菲菳菴菵菶菷菸菹菺菻菼菽菾菿萀萁萂萃萄萅萆萇萈萉萊萋萌萍萎萏萐萑萒萓萔萕萖萗萘萙萚萛萜萝萞萟萠萡萢萣萤营萦萧著葛 |
| +09     | 萨萩萪萫萬萭萮萯萰萱萲萳萴萵萶萷萸萹萺萻萼落萾萿葀葁葂葃葄葅葆葇葈葉葊葋葌葍葎葏葐葑葒葓葔葕葖葘葙葚葜葝葞葟葠葡葢董葤葥葦葧葨葩葪葫葬葭葮葯葰葱葲葳葴葵葶葷葸葹葺葻葼葽葾葿蒀蒁蒂蒃蒄蒅蒆蒇蒈蒉蒊                     |
| +10     | 蒋蒌蒍蒎蒏蒐蒑蒒蒓蒔蒕蒖蒗蒘蒙蒚蒛蒜蒝蒞蒟蒠蒡蒢蒣蒤蒥蒦蒧蒨蒩蒪蒫蒬蒭蒮蒯蒰蒱蒲蒳蒴蒵蒶蒷蒸蒹蒺蒻蒼蒽蒾蒿蓀蓁蓂蓃蓄蓅蓆蓇蓈蓉蓊蓋蓌蓍蓎蓏蓐蓑蓒蓓蓔蓕蓖蓗蓘蓙蓚蓛蓜蓝蓞蓟蓠蓡蓢蓣蓤蓥                                 |
| +11     | 蓧蓨蓩蓪蓫蓬蓭蓮蓯蓰蓱蓲蓳蓴蓵蓶蓷蓸蓹蓺蓻蓼蓽蓾蓿蔀蔁蔂蔃蔄蔅蔆蔇蔈蔉蔊蔋蔌蔍蔎蔏蔐蔑蔒蔓蔔蔕蔖蔗蔘蔙蔚蔛蔜蔝蔞蔟蔠蔡蔢蔣蔤蔥蔦蔧蔨蔩蔪蔫蔬蔭蔮蔯蔰蔱蔲蔳蔴蔵蔶蔷蔸蔹蔺蔻蔼                                           |
| +12     | 蔽蔾蔿蕀蕁蕂蕃蕄蕅蕆蕇蕈蕉蕊蕋蕌蕍蕎蕏蕐蕑蕒蕓蕔蕕蕖蕘蕙蕚蕛蕜蕝蕞蕟蕠蕡蕢蕣蕤蕥蕦蕧蕨蕩蕪蕫蕬蕭蕮蕯蕰蕱蕲蕳蕴蕵 |
| +13     | 蕗蕶蕷蕸蕹蕺蕻蕼蕽蕾蕿薀薁薂薃薄薅薆薇薈薉薊薋薌薍薎薏薐薑薒薓薔薕薖薗薘薙薚薛薜薝薞薟薠薡薢薣薤薥薦薧薨薪薬薭薮薯 |
| +14     | 薩薫薰薱薲薳薴薵薶薷薸薹薺薻薼薽薾薿藀藁藂藃藄藅藆藇藈藉藊藋藌藍藎藏藐藑藒藓 |
| +15     | 藔藕藖藗藘藙藚藛藜藝藞藟藠藡藢藣藤藥藦藧藨藩藪藫藬藭藮藯藰藱藲藳藴藵藶藷蘋 |
| +16     | 藸藹藺藻藼藽藾藿蘀蘁蘂蘃蘄蘅蘆蘇蘈蘉蘊蘌蘍蘎蘏蘐蘑蘓蘔蘢蘣蘤蘥蘦蘧蘨蘩蘪蘫蘬蘭蘮 |
| +17     | 蘒蘕蘖蘗蘘蘙蘚蘛蘜蘝蘞蘟蘠蘡蘰 |
| +18     | 蘲蘳蘴蘵蘶蘷 |
| +19     | 蘱蘸蘹蘺蘻蘼蘽蘾蘿虀虁 |
| +20     | 虂 虃 虄 虅 |
| +21     | 虆 虇 虈 虉 |
| +23     | 虊 |
| +25     | 虋 虌 |

 Im Unicodeblock Kangxi-Radikale ist das Radikal 140 unter der Codepointnummer 12.171 (U+2F8B) codiert.